# Кшешовиці (гміна)
Гміна Кшешовіце (пол. Gmina Krzeszowice) — місько-сільська гміна у південній Польщі. Належить до Краківського повіту Малопольського воєводства.
Станом на 31 грудня 2011 у гміні проживало 32417 осіб.

## Площа
Згідно з даними за 2007 рік площа гміни становила 139.37 км², у тому числі:
- орні землі: 51.00%
- ліси: 35.00%

Таким чином, площа гміни становить 11.33% площі повіту.

## Населення
Станом на 31 грудня 2011:
| Опис     | Загалом | Загалом | Чоловіки | Чоловіки | Жінки | Жінки |
| -------- | ------- | ------- | -------- | -------- | ----- | ----- |
| одиниця  | осіб    | %       | осіб     | %        | осіб  | %     |
| все      | 32417   | 100     | 15571    | 48.03    | 16846 | 51.97 |
| міське   | 10288   | 100     | 4824     | 46.89    | 5464  | 53.11 |
| сільське | 22129   | 100     | 10747    | 48.57    | 11382 | 51.43 |

## Сусідні гміни
Гміна Кшешовіце межує з такими гмінами: Альверня, Єжмановіце-Пшеґіня, Забежув, Лішкі, Олькуш, Тшебіня, Черніхув.